# Macropus
Macropus Shaw, 1790 è un genere di marsupiali della famiglia dei Macropodidi; comprende le due specie di canguro grigio.

## Tassonomia
- Genere Macropus
  - Canguro grigio occidentale, Macropus fuliginosus
  - Canguro grigio orientale, Macropus giganteus